# Falda papale

Papa Pio XII con la falda

La falda papale o fimbria era un'ampia veste usata dal papa e dal patriarca di Lisbona in alcune occasioni ufficiali.

## Descrizione

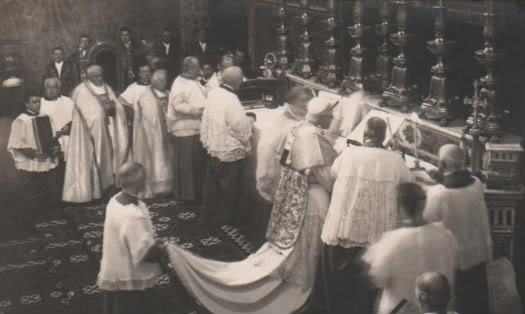
Papa Pio X con la falda papale

L'abito, di seta bianca leggera per il papa e di seta rossa per il patriarca di Lisbona, aveva due strascichi: uno, di cinquanta centimetri, nella parte anteriore (che per il pontefice veniva retto da due protonotari o uditori del Tribunale della Rota Romana), e un secondo nella parte posteriore di un metro e venticinque centimetri (sorretto invece per il papa da due camerieri).